# Bezirksmuseum Währing

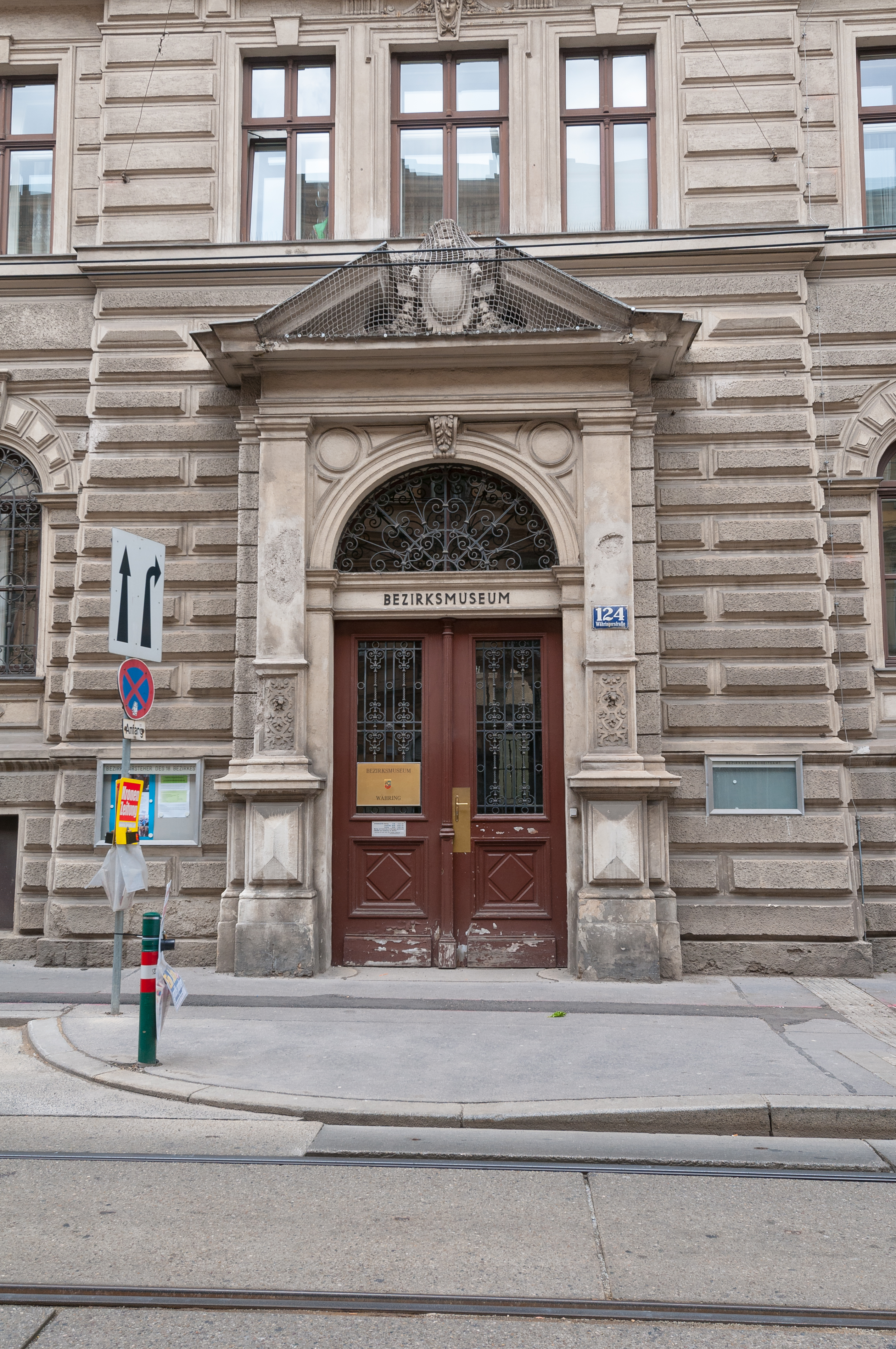
Bezirksmuseum Währing

Das Bezirksmuseum Währing ist ein dem 18. Wiener Gemeindebezirk Währing gewidmetes Bezirks- und Heimatmuseum an der Adresse Währinger Straße 124.

## Geschichte
Das Bezirksmuseum verdankt seine Entstehung privater Initiative. Nach 1920 bildete sich eine hauptsächlich von Lehrern getragene „Arbeitsgemeinschaft Währinger Heimatkunde“, die 1923/25 das dreibändige Werk „Währing – ein Heimatbuch des XVIII. Wiener Gemeindebezirkes“ herausgab. Die Arbeitsgemeinschaft ventilierte auch den Gedanken eines Währinger Heimatmuseums und begann eine einschlägige Sammeltätigkeit. 1938 kam es zur Konstituierung eines Museumsvereines, der jedoch nach dem „Anschluss“ von den NS-Behörden wieder aufgelöst wurde. 
Nach 1945 griff der Senffabrikant Hans Sartory, Enkel des einstigen Währinger Bürgermeisters Alexander Sartory, die Idee wieder auf. Am 7. Juni 1948 wurde der „Verein Währinger Heimatmuseum“ wieder gegründet, und das Museum wurde am 4. Mai 1952 in einigen Räumen des Amtshauses eröffnet. Nach Sartorys Tod im Juli 1960 kam es vorübergehend zur Schließung des Museums, 1965 reaktivierten aber historisch interessierte Bezirksräte von ÖVP und SPÖ in gemeinsamer Initiative den Verein. Es gelang, als Kustoden Helmut Fielhauer vom Universitätsinstitut für Volkskunde und Gerhard Jagschitz vom Universitätsinstitut für Zeitgeschichte zu gewinnen und die Vierteljahresschrift „Unser Währing“ zu gründen. 1970 wurde das Museum im Amtshaus wieder eröffnet. Zeitweise wurde es von Wolfgang Etschmann geleitet. Museumsleiter war bis 2011 Paul Katt, seit 2012 ist Doris Weis Museumsleiterin. In den Räumlichkeiten des Bezirksmuseums finden auch Ausstellungen und Konzerte statt.